# Línea Valladolid-Portillo del Transporte Metropolitano de Valladolid
La conexión Valladolid-Portillo de la red del Transporte Metropolitano de Valladolid es un servicio de autobuses interurbanos que da servicio a Valladolid, Herrera de Duero, Aldeamayor de San Martín y Portillo. Es operada por Linecar como parte de la concesión VACL-126 de la Junta de Castilla y León.

## Horarios

### Servicios de lunes a viernes
La siguiente tabla resume las expediciones que dan servicio a cada una de las paradas de la línea; de lunes a viernes laborables:
| Horas de salida hacia Arrabal/Portillo | Horas de salida hacia Arrabal/Portillo | Horas de salida hacia Arrabal/Portillo | Horas de salida hacia Arrabal/Portillo | Horas de salida hacia Arrabal/Portillo | Horas de salida hacia Arrabal/Portillo | Horas de salida hacia Arrabal/Portillo | Horas de salida hacia Arrabal/Portillo | Horas de salida hacia Arrabal/Portillo | Horas de salida hacia Arrabal/Portillo | Horas de salida hacia Arrabal/Portillo |
| Valladolid                             | Valladolid                             | La Corala                              | Herrera de Duero                       | Herrera de Duero                       | El Otero                               | Aldeamayor de San Martín               | Aldeamayor de San Martín               | El Soto                                | Arrabal de Portillo                    | Portillo                               |
| Estación                               | Embajadores                            | La Corala                              | Puente                                 | Pza. Iglesia                           | El Otero                               | C/ Real                                | Avda. Pino Carranza                    | El Soto                                | Arrabal de Portillo                    | Portillo                               |
| -------------------------------------- | -------------------------------------- | -------------------------------------- | -------------------------------------- | -------------------------------------- | -------------------------------------- | -------------------------------------- | -------------------------------------- | -------------------------------------- | -------------------------------------- | -------------------------------------- |
| 6:45                                   | >>                                     | >>                                     | 6:45                                   | >>                                     | >>                                     | >>                                     | 6:45                                   | >>                                     | 6:45                                   | --                                     |
| 7:45                                   | >>                                     | 7:45                                   | 7:45                                   | >>                                     | 7:45                                   | >>                                     | 7:45                                   | >>                                     | 7:45                                   | --                                     |
| 9:00                                   | >>                                     | 9:00                                   | 9:00                                   | >>                                     | >>                                     | >>                                     | 9:00                                   | >>                                     | 9:00                                   | --                                     |
| 12:00                                  | >>                                     | >>                                     | 12:00                                  | >>                                     | >>                                     | >>                                     | 12:00                                  | >>                                     | 12:00                                  | --                                     |
| 13:00                                  | >>                                     | >>                                     | >>                                     | >>                                     | >>                                     | >>                                     | 13:00                                  | >>                                     | 13:00                                  | --                                     |
| 13:30                                  | >>                                     | 13:30                                  | >>                                     | 13:30                                  | 13:30                                  | 13:30                                  | >>                                     | 13:30                                  | 13:30                                  | 13:30                                  |
| 14:00                                  | >>                                     | >>                                     | >>                                     | >>                                     | >>                                     | >>                                     | 14:00                                  | >>                                     | 14:00                                  | --                                     |
| 15:00                                  | >>                                     | >>                                     | 15:00                                  | >>                                     | >>                                     | >>                                     | 15:00                                  | >>                                     | 15:00                                  | --                                     |
| 17:00                                  | >>                                     | 17:00                                  | 17:00                                  | >>                                     | >>                                     | >>                                     | 17:00                                  | 17:00                                  | 17:00                                  | --                                     |
| 18:00                                  | 18:00                                  | >>                                     | 18:00                                  | >>                                     | >>                                     | 18:00                                  | >>                                     | 18:00                                  | 18:00                                  | --                                     |
| 19:20                                  | 19:20                                  | 19:20                                  | 19:20                                  | >>                                     | >>                                     | 19:20                                  | >>                                     | 19:20                                  | 19:20                                  | 19:20                                  |
| 20:00*                                 | >>                                     | >>                                     | 20:00*                                 | >>                                     | >>                                     | >>                                     | 20:00*                                 | >>                                     | 20:00*                                 | --                                     |
| 21:00                                  | 21:00                                  | 21:00                                  | >>                                     | 21:00                                  | 21:00                                  | 21:00                                  | >>                                     | 21:00                                  | 21:00                                  | 21:00                                  |

- El servicio de las 20:00* desde Valladolid solo circula en viernes y vísperas de festivo (lunes a viernes).

| Horas aproximadas de salida hacia Valladolid | Horas aproximadas de salida hacia Valladolid | Horas aproximadas de salida hacia Valladolid | Horas aproximadas de salida hacia Valladolid | Horas aproximadas de salida hacia Valladolid | Horas aproximadas de salida hacia Valladolid | Horas aproximadas de salida hacia Valladolid | Horas aproximadas de salida hacia Valladolid | Horas aproximadas de salida hacia Valladolid | Horas aproximadas de salida hacia Valladolid | Horas aproximadas de salida hacia Valladolid |
| Portillo                                     | Arrabal de Portillo                          | El Soto                                      | Aldeamayor de San Martín                     | Aldeamayor de San Martín                     | El Otero                                     | Herrera de Duero                             | Herrera de Duero                             | La Corala                                    | Valladolid                                   | Valladolid                                   |
| Portillo                                     | Arrabal de Portillo                          | El Soto                                      | Avda. Pino Carranza                          | C/ Real                                      | El Otero                                     | Pza. Iglesia                                 | Puente                                       | La Corala                                    | Farnesio                                     | Estación                                     |
| -------------------------------------------- | -------------------------------------------- | -------------------------------------------- | -------------------------------------------- | -------------------------------------------- | -------------------------------------------- | -------------------------------------------- | -------------------------------------------- | -------------------------------------------- | -------------------------------------------- | -------------------------------------------- |
| 6:50                                         | 6:55                                         | 7:00                                         | >>                                           | 7:05                                         | >>                                           | >>                                           | 7:10                                         | >>                                           | 7:30                                         | 7:35                                         |
| --                                           | 8:10                                         | >>                                           | 8:15                                         | >>                                           | >>                                           | >>                                           | 8:20                                         | >>                                           | >>                                           | 8:40                                         |
| 8:50                                         | 8:55                                         | 9:00                                         | >>                                           | 9:05                                         | >>                                           | 9:10                                         | >>                                           | 9:15                                         | 9:35                                         | 9:40                                         |
| --                                           | 9:10                                         | >>                                           | 9:15                                         | >>                                           | >>                                           | >>                                           | >>                                           | >>                                           | >>                                           | 9:40                                         |
| --                                           | 10:25                                        | >>                                           | 10:30                                        | >>                                           | >>                                           | >>                                           | >>                                           | >>                                           | >>                                           | 10:50                                        |
| --                                           | 11:30                                        | 11:33                                        | >>                                           | 11:35                                        | 11:40                                        | 11:40                                        | >>                                           | 11:45                                        | 12:05                                        | 12:10                                        |
| --                                           | 13:25                                        | >>                                           | 13:30                                        | >>                                           | >>                                           | >>                                           | 13:35                                        | 13:35                                        | >>                                           | 13:55                                        |
| --                                           | 14:25                                        | >>                                           | 14:30                                        | >>                                           | >>                                           | >>                                           | 14:35                                        | >>                                           | >>                                           | 14:55                                        |
| 15:50                                        | 15:55                                        | 16:00                                        | >>                                           | 15:55                                        | 16:10                                        | 16:10                                        | >>                                           | 16:10                                        | 16:30                                        | 16:35                                        |
| --                                           | 18:30                                        | 18:35                                        | >>                                           | 18:40                                        | >>                                           | >>                                           | 18:45                                        | 18:50                                        | 19:10                                        | 19:15                                        |
| --                                           | 20:10                                        | 20:15                                        | >>                                           | 20:20                                        | 20:25                                        | 20:30                                        | >>                                           | 20:35                                        | 20:55                                        | 21:00                                        |
| --                                           | 22:20                                        | >>                                           | 22:25                                        | >>                                           | >>                                           | >>                                           | 22:30                                        | 22:35                                        | >>                                           | 22:55                                        |

### Servicios de sábados
La siguiente tabla resume las expediciones que dan servicio a cada una de las paradas de la línea; en sábados laborables:
| Horas de salida hacia Arrabal | Horas de salida hacia Arrabal | Horas de salida hacia Arrabal | Horas de salida hacia Arrabal | Horas de salida hacia Arrabal | Horas de salida hacia Arrabal | Horas de salida hacia Arrabal | Horas de salida hacia Arrabal |          | Horas aproximadas de salida hacia Valladolid | Horas aproximadas de salida hacia Valladolid | Horas aproximadas de salida hacia Valladolid | Horas aproximadas de salida hacia Valladolid | Horas aproximadas de salida hacia Valladolid | Horas aproximadas de salida hacia Valladolid | Horas aproximadas de salida hacia Valladolid | Horas aproximadas de salida hacia Valladolid |
| Valladolid                    | La Corala                     | Herrera de Duero              | El Otero                      | Aldeamayor de San Martín      | El Soto                       | Arrabal de Portillo           | Portillo                      | Portillo | Arrabal de Portillo                          | El Soto                                      | Aldeamayor de San Martín                     | El Otero                                     | Herrera de Duero                             | La Corala                                    | Valladolid                                   |                                              |
| Estación                      | La Corala                     | Puente                        | El Otero                      | Avda. Pino Carranza           | El Soto                       | Arrabal de Portillo           | Portillo                      | Portillo | Arrabal de Portillo                          | El Soto                                      | Avda. Pino Carranza                          | El Otero                                     | Puente                                       | La Corala                                    | Estación                                     |                                              |
| 9:00                          | >>                            | 9:00                          | >>                            | 9:00                          | >>                            | 9:00                          | --                            | --       | 10:25                                        | >>                                           | 10:30                                        | >>                                           | 10:35                                        | >>                                           | 10:55                                        |                                              |
| 12:00                         | >>                            | 12:00                         | >>                            | 12:00                         | >>                            | 12:00                         | --                            | --       | 13:25                                        | >>                                           | 13:30                                        | >>                                           | 13:35                                        | 13:37                                        | 13:55                                        |                                              |
| 15:00                         | >>                            | 15:00                         | >>                            | 15:00                         | >>                            | 15:00                         | --                            | --       | 16:25                                        | >>                                           | 16:30                                        | >>                                           | 16:35                                        | >>                                           | 16:55                                        |                                              |
| 17:00                         | >>                            | 17:00                         | >>                            | 17:00                         | >>                            | 17:00                         | --                            | --       | 18:25                                        | >>                                           | 18:30                                        | >>                                           | 18:35                                        | >>                                           | 18:55                                        |                                              |
| 19:00                         | >>                            | 19:00                         | >>                            | 19:00                         | >>                            | 19:00                         | --                            | --       | 20:25                                        | >>                                           | 20:30                                        | >>                                           | 20:35                                        | >>                                           | 20:55                                        |                                              |
| 21:00                         | >>                            | 21:00                         | >>                            | 21:00                         | >>                            | 21:00                         | --                            | --       | 22:20                                        | >>                                           | 22:25                                        | >>                                           | 22:30                                        | 22:35                                        | 22:50                                        |                                              |

### Servicios de festivos
La siguiente tabla resume las expediciones que dan servicio a cada una de las paradas de la línea; en domingos y festivos:
| Horas de salida hacia Arrabal | Horas de salida hacia Arrabal | Horas de salida hacia Arrabal | Horas de salida hacia Arrabal | Horas de salida hacia Arrabal | Horas de salida hacia Arrabal | Horas de salida hacia Arrabal | Horas de salida hacia Arrabal |          | Horas aproximadas de salida hacia Valladolid | Horas aproximadas de salida hacia Valladolid | Horas aproximadas de salida hacia Valladolid | Horas aproximadas de salida hacia Valladolid | Horas aproximadas de salida hacia Valladolid | Horas aproximadas de salida hacia Valladolid | Horas aproximadas de salida hacia Valladolid | Horas aproximadas de salida hacia Valladolid |
| Valladolid                    | La Corala                     | Herrera de Duero              | El Otero                      | Aldeamayor de San Martín      | El Soto                       | Arrabal de Portillo           | Portillo                      | Portillo | Arrabal de Portillo                          | El Soto                                      | Aldeamayor de San Martín                     | El Otero                                     | Herrera de Duero                             | La Corala                                    | Valladolid                                   |                                              |
| Estación                      | La Corala                     | Puente                        | El Otero                      | Avda. Pino Carranza           | El Soto                       | Arrabal de Portillo           | Portillo                      | Portillo | Arrabal de Portillo                          | El Soto                                      | Avda. Pino Carranza                          | El Otero                                     | Puente                                       | La Corala                                    | Estación                                     |                                              |
| 11:00                         | >>                            | 11:00                         | >>                            | 11:00                         | >>                            | 11:00                         | --                            | --       | 9:20                                         | >>                                           | 9:25                                         | 9:30                                         | 9:30                                         | 9:35                                         | 9:50                                         |                                              |
| 13:00                         | 13:00                         | 13:00                         | >>                            | 13:00                         | >>                            | 13:00                         | --                            | --       | 12:25                                        | >>                                           | 12:30                                        | >>                                           | 12:35                                        | >>                                           | 12:50                                        |                                              |
| 17:00                         | >>                            | 17:00                         | >>                            | 17:00                         | >>                            | 17:00                         | --                            | --       | 14:25                                        | >>                                           | 14:30                                        | >>                                           | 14:35                                        | >>                                           | 14:50                                        |                                              |
| 19:00                         | >>                            | 19:00                         | >>                            | 19:00                         | >>                            | 19:00                         | --                            | --       | 18:25                                        | >>                                           | 18:30                                        | >>                                           | 18:35                                        | >>                                           | 18:50                                        |                                              |
| 21:00                         | >>                            | 21:00                         | >>                            | 21:00                         | >>                            | 21:00                         | --                            | --       | 20:25                                        | >>                                           | 20:30                                        | >>                                           | 20:35                                        | >>                                           | 20:50                                        |                                              |

## Paradas
En conjunto, el recorrido de la línea es el siguiente:
| Valladolid - Herrera de Duero - Aldeamayor de San Martín - Arrabal de Portillo - Portillo | Valladolid - Herrera de Duero - Aldeamayor de San Martín - Arrabal de Portillo - Portillo |
| Hacia Arrabal/Portillo                                                                    | Hacia Valladolid                                                                          |
| ----------------------------------------------------------------------------------------- | ----------------------------------------------------------------------------------------- |
| Estación de autobuses de Valladolid                                                       | Avda. Castillo fte. 16                                                                    |
| C/ Embajadores, 60 fte. Escuela Oficial de Idiomas                                        | Avda. Segovia, 20 esq. c/ Antonio Molpeceres, sede Cruz Roja                              |
| Ctra. CL-601 fte. urb. La Corala                                                          | Gta. Río Duero esq. c/ Río Tormes, urb. El Soto                                           |
| Ctra. CL-601 fte. c/ Puente                                                               | Gta. VA-302 esq. avda. Pino Carranza                                                      |
| C/ Edmundo Grandville, 1 fte. pza. Iglesia                                                | C/ Real fte. 2 consultorio médico                                                         |
| Ctra. Segovia-Herrera de Duero esq. c/ Peña de Francia, urb. El Otero                     | Ctra. Segovia-Herrera de Duero esq. c/ Peña de Francia, urb. El Otero                     |
| C/ Real fte. 2 consultorio médico                                                         | C/ Edmundo Grandville fte. 3 esq. pza. Iglesia                                            |
| Gta. VA-302 esq. avda. Pino Carranza                                                      | Ctra. CL-601 esq. c/ Puente                                                               |
| Gta. Río Duero esq. c/ Río Tormes, urb. El Soto                                           | Ctra. CL-601 urb. La Corala                                                               |
| Avda. Segovia fte. 20 esq. c/ Antonio Molpeceres, fte. Cruz Roja                          | Avda. Segovia fte. 4 esq. pº Farnesio                                                     |
| Avda. Castillo fte. 16                                                                    | Estación de autobuses de Valladolid                                                       |